# Grand Prix Francji 1981
Grand Prix Francji 1981 (oryg. Grand Prix de France) – ósma runda Mistrzostw Świata Formuły 1 w sezonie 1981, która odbyła się 5 lipca 1981, po raz czwarty na torze Dijon-Prenois.
67. Grand Prix Francji, 31. zaliczane do Mistrzostw Świata Formuły 1.

## Klasyfikacja
| Legenda oznaczeń w tabelach wyników Wyświetl szablon na nowej stronie | Legenda oznaczeń w tabelach wyników Wyświetl szablon na nowej stronie                                                                     |
| Oznaczenie                                                            | Wyjaśnienie |
| --------------------------------------------------------------------- | --- |
| Złoty                                                                 | Zwycięzca lub mistrzostwo |
| Srebrny                                                               | 2. miejsce lub wicemistrzostwo |
| Brązowy                                                               | 3. miejsce lub II wicemistrzostwo |
| Zielony                                                               | Ukończył, punktował (w klasyfikacji generalnej, gdy zdobył co najmniej jeden punkt na przestrzeni sezonu, poza trzema powyższymi opcjami) |
| Niebieski                                                             | Ukończył, nie punktował (w klasyfikacji generalnej, gdy nie zdobył co najmniej jednego punktu na przestrzeni sezonu)                      |
| Czerwony                                                              | Nie zakwalifikował się (NZ) |
| Czerwony                                                              | Nie prekwalifikował się (NPK) |
| Różowy                                                                | Nie ukończył (NU) |
| Różowy                                                                | Niesklasyfikowany (NS) (w klasyfikacji generalnej, gdy nie został sklasyfikowany w żadnym wyścigu sezonu)                                 |
| Czarny                                                                | Zdyskwalifikowany (DK) |
| Czarny                                                                | Wykluczony (WYK/EX) |
| Biały                                                                 | Nie wystartował (NW) |
| Biały                                                                 | Kontuzjowany (K/INJ) |
| Biały                                                                 | Wyścig odwołany (OD/C) |
| Bez koloru                                                            | Został wycofany (WYC/WD) |
| Bez koloru                                                            | Nie przybył (NP/DNA) |
| Bez koloru                                                            | Nie brał udziału w treningach (NT/DNP) |
| Bez koloru                                                            | Nie został zgłoszony (–) |
| Pogrubienie                                                           | Start z pole position |
| Kursywa                                                               | Najszybsze okrążenie wyścigu |
| †                                                                     | Nie ukończył, ale jego rezultat został zaliczony ze względu na przejechanie więcej niż 90% dystansu wyścigu.                              |
| *                                                                     | Sezon w trakcie |
| 1/2/3                                                                 | Punktowana pozycja w sprincie kwalifikacyjnym                                                                                             |
| Lista systemów punktacji Formuły 1                                    | |

Źródło: F1Ultra
| Poz. | Nr. | Kierowca          | Konstruktor     | Okrążenia | Czas/powód NU | Poz. start. | Punkty |
| ---- | --- | ----------------- | --------------- | --------- | ------------- | ----------- | ------ |
| 1    | 15  | Alain Prost       | Renault         | 80        | 1:35:48.13    | 3           | 9      |
| 2    | 7   | John Watson       | McLaren-Ford    | 80        | + 2.29        | 2           | 6      |
| 3    | 5   | Nelson Piquet     | Brabham-Ford    | 80        | + 24.22       | 4           | 4      |
| 4    | 16  | René Arnoux       | Renault         | 80        | + 42.30       | 1           | 3      |
| 5    | 28  | Didier Pironi     | Ferrari         | 79        | + 1 okrążenie | 14          | 2      |
| 6    | 11  | Elio de Angelis   | Lotus-Ford      | 79        | + 1 okrążenie | 8           | 1      |
| 7    | 12  | Nigel Mansell     | Lotus-Ford      | 79        | + 1 okrążenie | 13          |        |
| 8    | 22  | Mario Andretti    | Alfa Romeo      | 79        | + 1 okrążenie | 10          |        |
| 9    | 6   | Héctor Rebaque    | Brabham-Ford    | 78        | + 2 okrążenia | 15          |        |
| 10   | 2   | Carlos Reutemann  | Williams-Ford   | 78        | + 2 okrążenia | 7           |        |
| 11   | 8   | Andrea de Cesaris | McLaren-Ford    | 78        | + 2 okrążenia | 5           |        |
| 12   | 33  | Marc Surer        | Theodore-Ford   | 78        | + 2 okrążenia | 21          |        |
| 13   | 3   | Eddie Cheever     | Tyrrell-Ford    | 77        | + 3 okrążenia | 19          |        |
| 14   | 29  | Riccardo Patrese  | Arrows-Ford     | 77        | + 3 okrążenia | 18          |        |
| 15   | 23  | Bruno Giacomelli  | Alfa Romeo      | 77        | + 3 okrążenia | 12          |        |
| 16   | 4   | Michele Alboreto  | Tyrrell-Ford    | 77        | + 3 okrążenia | 23          |        |
| 17   | 1   | Alan Jones        | Williams-Ford   | 76        | Kolizja       | 9           |        |
| NU   | 26  | Jacques Laffite   | Ligier-Matra    | 57        | Zawieszenie   | 6           |        |
| NU   | 17  | Derek Daly        | March-Ford      | 55        | Silnik        | 20          |        |
| NU   | 27  | Gilles Villeneuve | Ferrari         | 41        | Elektryka     | 11          |        |
| NU   | 25  | Patrick Tambay    | Ligier-Matra    | 30        | Łożysko koła  | 16          |        |
| NU   | 20  | Keke Rosberg      | Fittipaldi-Ford | 11        | Zawieszenie   | 17          |        |
| NU   | 14  | Eliseo Salazar    | Ensign-Ford     | 6         | Zawieszenie   | 22          |        |
| NW   | 21  | Chico Serra       | Fittipaldi-Ford | 0         | Nie startował | 24          |        |
| NZ   | 30  | Siegfried Stohr   | Arrows-Ford     |           |               |             |        |
| NZ   | 35  | Brian Henton      | Toleman-Hart    |           |               |             |        |
| NZ   | 9   | Slim Borgudd      | ATS-Ford        |           |               |             |        |
| NZ   | 31  | Beppe Gabbiani    | Osella-Ford     |           |               |             |        |
| NZ   | 36  | Derek Warwick     | Toleman-Hart    |           |               |             |        |